# Jürgen Klauke
Pour les articles homonymes, voir Klauke.
Jürgen Klauke, né le 6 septembre 1943 à Cochem en Allemagne, est un photographe allemand. Il vit actuellement à Cologne, où il enseigne à l'Académie des arts médiatiques (Kunsthochschule für Medien).

## Biographie
De 1964 à 1970, Jürgen Klauke étudie à l'École supérieure d'Art et de Design de Cologne. Il s'intéresse à ses débuts principalement au dessin, et développe son intérêt pour la photographie alors qu'il prépare son diplôme sous la direction du photographe et professeur Alfred Will. Ses premiers travaux, dans les années 1970, portent principalement sur le corps humain et son identité sexuelle : il est alors son propre modèle. Il se montre ainsi comme un androgyne, critiquant une société qu'il trouve obsédée par le sexe mais incapable d'amour,.
En 1971, il publie son premier ouvrage, Moi & moi, dessins quotidiens et séances de photo, dans lequel il reprend ces thèmes, se basant toujours sur l'autoportrait,. Après ces travaux, il en vient à réfléchir au comportement des hommes face à des sujets comme l'obéissance, l'autorité ou l'absence d'envies personnelles,. Il réalise à ce propos entre 1979 et 1980 une série de photographies qui paraît sous le titre de Formalisation de l'ennui (Formalisierung der Langeweile) et qui est aujourd'hui son œuvre la plus connue,. Depuis, il ne cesse de photographier et expose dans le monde entier (Berlin en 1986, Genève en 1988, Yamaguchi en 1997, Saint-Pétersbourg en 2001 ou encore Paris en 2009) tout en développant son activité d'enseignant à l'Académie des arts médiatiques de Cologne.

## Style
Dans son œuvre, Jürgen Klauke utilise un langage visuel simple : ses personnages sont souvent photographiés (que ce soit en noir et blanc ou en couleurs) devant un arrière-plan uni, ce qui donne à leurs actions ou mouvements la prépondérance sur le reste de la photographie. Il utilise également, en particulier dans Formalisation de l'ennui, la technique du polyptyque, consistant en la mise en parallèle de prises de vue pourtant distinctes. Ce parti pris artistique contribue à donner à son travail une dimension méditative mais aussi narrative, comme dans une bande dessinée : on voit ainsi dans un de ses polyptyques les plus célèbres (inclus dans Formalisation de l'ennui) un homme qui se débat, la tête encastrée dans une chaise,. La mise côte à côte des photographies de ce sujet, et l'impossibilité qu'a l'homme de sortir la tête de cette chaise, donnent finalement l'idée d'un individu bloqué dans les règles que lui imposent la société.
Également auteur de performances,,, Jürgen Klauke est physiquement très impliqué dans ses œuvres : son implication physique, notamment par l'autoportrait, lui apparaît comme un moyen de mieux faire passer ce qu'il veut dire. Enfin, bien que beaucoup de ses photos soient assez sombres, tant en ce qui concerne le thème qu'en ce qui concerne la forme, elles sont cependant pour la plupart très marquées par l'humour, parfois franc, très souvent ironique et grinçant comme dans Formalisation de l'ennui.

## Expositions
- Jürgen Klauke : le désastre du moi : oeuvres récentes, 1996-2001 (catalogue de Bernard Marcadé et Peter Weibel, exposition à Paris du 20 juin au 2 septembre 2001), Maison européenne de la photographie, 2001, 74 p. (BNF 37651532).